# Сімокава (Хоккайдо)

44°18′9″ пн. ш. 142°38′7″ сх. д. / 44.30250° пн. ш. 142.63528° сх. д.
Сімока́ва (яп. 下川町, しもかわちょう, МФА: [ɕimokawa t͡ɕoː]) — містечко в Японії, в повіті Камікава округу Камікава префектури Хоккайдо. Станом на 1 жовтня 2008 року площа містечка становила 644,20 км². Станом на 31 березня 2017 населення містечка становило 3379 осіб.